# 신원동 (관악구)
신원동(新源洞)은 서울특별시 관악구의 행정동이다. 2008년 9월 1일에 신림1동에서 신원동으로 행정동의 명칭이 변경되었다. 동 이름은 법정동 신림동 관할 여러 행정동이 이 동에서 분동되었으므로 신림 지역의 근원이라는 데에서 유래하였다.

## 지리
신원동은 관악구의 서남쪽 신림동 지역의 중심에 위치하고 있으며, 역세권인 신림사거리와 접하고 있다. 원래 불량주택 밀집 지역이었던 신림동 1635, 1636번지 일대의 도림천변은 1963년 9월에 용산해방촌 철거민 239가구가 이주했던 곳으로, 입주자들은 새로운 삶을 개척해 나가고자 하는 의지를 담아 이곳을  '승리촌'이라고 불렀다. 1988년 4월 9일에 불량주택 재개발구역으로 지정되고, 1990년부터 공사를 시작하여 1994년 9월 30일에 신림동부아파트가 준공되었다. 신원동과 미성동을 연결하는 길이 360m의 쌍굴터널인 문성터널이 1992년 7월 20일에 준공되어 교통 소통에 큰 도움을 주고 있다.
현재 임시청사에서 운영 중에 있으며 2019년말~2020년대 초 신청사로 이전할 계획이다.

## 연혁
- 조선시대 : 경기도 시흥군 동면 서원리(書院里)
- 1914년 4월 1일 : 경기도 시흥군 동면 신림리
- 1963년 1월 1일 : 서울특별시 영등포구 신림동
- 1970년 5월 18일 : 영등포구 신림동이 3개동(신림1·2·3동)으로 분동되어 신림1동 설치
- 1973년 7월 1일 : 서울특별시 관악구 신림1동
- 1975년 10월 1일 : 신림1동에서 신림5동이 분동
- 1980년 7월 1일 : 신림1동에서 신림본동이 분동[3]
- 2008년 9월 1일 : 신림1동을 신원동으로 개칭

## 법정동
- 신림동

## 교육
- 신림초등학교

## 교통
- 서울 지하철 2호선
  - 신림역
- 난곡터널
- 남부순환로